# Hermann Raaf
Hermann Raaf (*  23. März 1914 in Nagold; † 17. Oktober 1993 in Reutlingen) war ein deutscher Chemiker und Chemiedidaktiker.
Raaf ging auf das Realgymnasium in Freudenstadt und studierte Chemie, Biologie und Geographie für das Lehramt an höheren Schulen in Tübingen, Königsberg, Göttingen und der Technischen Hochschule Stuttgart. Er wurde 1941 an der TH Stuttgart am Botanischen Institut promoviert, mit dem Thema „Beiträge zur Kenntnis der Fett- und Eiweiß-Synthese bei Endomyces vernalis und einigen anderen Mikroorganismen“. Nach dem Krieg und der Kriegsgefangenschaft konnte er 1947 seine Ausbildung zum Lehrer für Gymnasien abschließen. Anschließend war er 15 Jahre lang als Lehrer am Gymnasium in Nagold und am Lehrerseminar tätig.
Als Austauschprofessor unterrichtete er für ein Jahr Chemie und Biologie am Brown-College in den USA und an einer High School. Im Jahr 1962 wurde er zum Dozenten an der neu gegründeten Pädagogischen Hochschule Reutlingen berufen. Dort sollte er das Fach Chemie aufbauen. Zwei Jahre später, im Jahr 1964, erfolgte seine Berufung zum Professor. 1968 war er Mitbegründer des Instituts für Reallehrer. Ab 1975 war er Honorarprofessor der Universität Tübingen. 1979 wurde Raaf pensioniert, er hielt aber weiterhin Vorlesungen an der PH Reutlingen und betreute Studierende. Nach dem Wintersemester 1982/83 zog er sich von diesen Tätigkeiten zurück und war seitdem schriftstellerisch tätig. 1984 erhielt er als Erster den Heinrich-Roessler-Preis für Chemiedidaktik.
Er ist Autor vieler populärwissenschaftlicher Bücher zur Chemie, häufig als Neubearbeiter der Bücher von Hermann Römpp, insbesondere der Chemie des Alltags, einem Bestseller.
Er wohnte in Reutlingen, war verheiratet mit Ingeborg Eichinger und hatte drei Töchter.

## Schriften (Auswahl)
- Chemie ganz einfach: über 150 Versuche mit alltäglichen Dingen und Stoffen (= Kosmos-Bücher). 2., erw. Aufl., 9. - 13. Tsd. Franckh, Stuttgart 1984, ISBN 978-3-440-05266-2.
- mit Hermann Römpp: Chemische Experimente mit einfachen Mitteln: gefahrlose Versuche aus der anorganischen Chemie (= dtv. Nr. 7008). 9. neubearb. u. erw. Aufl. des von Hermann Römpp begründeten Werkes. Dt. Taschenbuch-Verl, München 1984, ISBN 978-3-423-07008-9.
- mit Hermann Römpp: Chemie des Alltags: prakt. Chemie für jedermann von Alkohol bis Zündholz. 25., neubearb. Aufl. d. von Hermann Römpp begr. Werkes, 142. - 149. Tsd. Franckh, Stuttgart 1982, ISBN 978-3-440-04726-2.[5]
- mit Martin Radau: Chemisches Grundpraktikum. 2: Organische Chemie sowie Unterrichtshilfen zur Chemie. Aulis-Verlag Deubner, Köln 1979, ISBN 978-3-7614-0452-2.
- mit Hermann Römpp: Organische Chemie im Probierglas: e. Einf. durch viele gefahrlose Versuche mit einfachen Mitteln. 13., neubearb. u. erw. Aufl. d. von Hermann Römpp begr. Werkes, 83. - 89. Tsd. Franckh, Stuttgart 1975, ISBN 978-3-440-04266-3.